# マルハニチロ
マルハニチロ株式会社（英:Maruha Nichiro Corporation）は、東京都江東区に本社を有する日本の大手食品会社。

## 概要
1880年に山口県下関市で創業した遠洋漁業・捕鯨・水産加工大手のマルハ（旧・大洋漁業）と1906年に新潟県三条市で創業の北洋漁業・水産加工大手のニチロ（旧・日魯漁業）を起源とする。2007年に両社が経営統合し、2008年の事業再編を経て、2014年4月1日の合併により誕生した。2014年の合併の理由については、2007年の経営統合・事業再編に伴い事業別に子会社を再編したものの、一部に重複事業が残るほか、投資資金の配分などで統合効果を出しにくいと判断したものと報じられている。
現在の法人格としてはグループの水産部門であったマルハニチロ水産（旧・マルハ）のものを引き継いでおり、これに純粋持株会社であったマルハニチロホールディングス（マルハニチロHD、旧マルハグループ本社）と、マルハニチロHD傘下の事業子会社であるマルハニチロ食品（旧・ニチロ）など4社の合計6社が合併する形となっている。このときの経営統合にあたっては、マルハニチロ水産を存続会社とする6社合併と、マルハニチロHDとの間でのテクニカル上場という手法をとっているが、これは元々事業子会社のみの合併を行う予定だったものが、合併方式の検討の過程において事業持株会社体制への転換を行うことになったためと、マルハニチロ水産の各種許認可（主に船舶関係の許認可）を継続させることで事業活動に関する影響を最小限にするためとされている。マルハニチロ水産は旧・マルハ時代の2004年3月まで上場企業であった（マルハグループ本社設立時に株式移転により上場廃止）ことから、実質的に再上場ということになる。
2026年2月に本社を東京都港区のTAKANAWA GATEWAY CITYに移転することを予定している。また、2026年3月1日付でUmios株式会社（ウミオス）に商号変更、グループ会社についても2027年3月末までに順次変更する計画である。

## ブランド
2008年4月の事業再編でマルハニチロ食品が発足した時には、旧・ニチロの「あけぼの」と旧・マルハの「マルハ」の2つのブランドが存在した。
2014年4月にマルハニチロ水産へ統合・商号変更された際に、旧・アクリフーズから「アクリ」ブランドも引き継がれた。その際、パッケージ左上のシンボルマークの上に表示されていた旧アクリフーズのスローガン「だいじな人に食べさせたい」は廃止されてシンボルマークのみとなり、2015年3月発売の新製品・リニューアル品からパッケージ右上に「マルハニチロ」ロゴも表示された。
このような経緯から、事業再編や合併を経た後でも「あけぼの」・「マルハ」・「アクリ」の3ブランドが継続されていたが、2018年3月5日の社名ロゴ変更の際、現在の商品ブランド体系の再構築に着手。レトルト食品やカップゼリーなどの一部商品に限られていた「マルハニチロ」ブランドに、同年秋の新商品・リニューアル品から順次移行し、1年後を目標に「マルハニチロ」ブランドに統一することを明らかにした。
そして、同年8月1日に発売された冷凍食品「王様のソテーピラフ シーフードと香り立つバター」が、社名ロゴ変更後の「マルハニチロ」ブランドにおける最初の商品となり、翌月には既存の「あけぼの」ブランドの一部商品が、2019年3月には「アクリ」ブランドの一部商品がそれぞれリニューアルに伴い「マルハニチロ」ブランドへ移行した。商品パッケージへは、「基本タイプ」と呼ばれるシンボルとロゴタイプを横並びで表記した社名ロゴではなく、旧社名ロゴ同様にシンボルの下にロゴタイプを配した「展開タイプ」と呼ばれる社名ロゴが用いられている。旧社名ロゴの商品パッケージへの表記に関しては、「MARUHA」と「NICHIRO」を2行のロゴタイプで表記されていたロゴが用いられていた。

## 主な拠点・工場
- 新石巻工場：宮城県石巻市須江字畳石前1-6
- 白鷹工場：山形県西置賜郡白鷹町大字鮎貝2888-2
- 大江工場：山形県西村山郡大江町大字小見字左南38
- 宇都宮工場：栃木県宇都宮市清原工業団地8-1
- 群馬工場：群馬県邑楽郡大泉町吉田1201
- 広島工場：広島県広島市中区江波沖町6-1（撤退表明[14]）
- 下関工場：山口県下関市東大和町2-17-33

## 沿革
- 2007年（平成19年）10月1日 - マルハの持株会社であるマルハグループ本社がニチロを完全子会社化し、経営統合。マルハグループ本社が株式会社マルハニチロホールディングスに商号変更[15]。
- 2008年（平成20年）4月1日 - 以下の事業再編を実施。
  - マルハにマルハ・ニチロの水産事業を集約し、株式会社マルハニチロ水産に商号変更。
  - ニチロにマルハ・ニチロの食品加工事業を集約し、株式会社マルハニチロ食品に商号変更。
  - マルハニチロHDの子会社として、畜産事業を担当する株式会社マルハニチロ畜産と、管理部門を担当する株式会社マルハニチロマネジメントを設立。
  - マルハの低温物流事業を行っていたマルハ物流ネットにニチロの物流部門を集約し、株式会社マルハニチロ物流に商号変更。
- 2010年（平成22年）12月20日 - この日からマルハニチログループ各社の本社を順次りそな・マルハビルより豊洲フロントへ移転[16]。
- 2013年（平成25年）12月30日 - マルハニチロ食品の子会社であるアクリフーズ群馬工場で生産された冷凍食品から農薬が検出され（アクリフーズ農薬混入事件）、大規模自主回収へと発展[17]。
- 2014年（平成26年）4月1日 - マルハニチロ水産がマルハニチロホールディングス・マルハニチロ食品・マルハニチロ畜産・マルハニチロマネジメント・アクリフーズを吸収合併し、マルハニチロ株式会社に商号変更。
- 2018年（平成30年）3月5日 - 社名ロゴの変更が発表され、旧ロゴのシンボルを継承しつつ「MARUHA NICHIRO」のロゴタイプを変更。併せて、ブランドステートメントとして、「海といのちの未来をつくる」が制定された[18]。
- 2020年（令和2年）
  - 1月14日 - 魚卵のバラコ専門会社林田食品産業株式会社を完全子会社化。
  - 4月1日 - 鹿児島県南さつま市に、株式会社マルハニチロ養殖技術開発センターを設立。
- 2021年（令和3年）
  - 1月8日 - ベトナムの水産加工品製造・販売会社Sai Gon Food Joint Stock 社を子会社化することを発表[19]。
  - 9月 - 日本アクセスより株式会社マリンアクセスの株式65％を譲受、子会社化。
- 2022年（令和4年）
  - 1月7日 - 冷凍弁当宅配会社ナッシュに2.6億円を出資[20][21]。
  - 5月30日 - オランダに本社を置くグループ会社Seafood Connection Holding B.V.を通じ、英国市場で水産加工品を販売するNorthcoast Seafoods Ltd.を完全子会社化[22]。
  - 9月24日 - 午前0時55分頃、広島工場にてフライヤーから出火する火災が発生し[23]、同年9月27日午前10時に鎮火したが、生産棟がほぼ全焼し[24]、関連経費を含め52億円の特別損失を計上した[25]。
  - 10月 - 富山県入善町に、三菱商事と共同でアトランティックサーモンの陸上養殖を進める合弁会社アトランド株式会社を設立。
- 2023年（令和5年）
  - 12月1日 - 日本アクセスが保有していた株式会社マリンアクセスの全株式を譲受、100%子会社化[26]。
  - 12月8日 - 前述の火災で操業を停止している広島工場について、再建を断念して撤退することが明らかになった[14]。当工場は1960年（昭和35年）から稼働していた。
- 2024年（令和6年）
  - 4月1日 - 子会社の株式会社マリンアクセスと株式会社マルハニチロリテールサービスが合併し、株式会社マルハニチロオーシャンを発足[26]。

## 主な商品
本項目では、旧ブランドから「マルハニチロ」へブランド移行された製品について、製品名に旧ブランド名を明記する（MH:旧マルハブランド、AK:旧あけぼのブランド、AQ:旧アクリブランド）。また、2019年10月時点で旧ブランドを継続使用して発売されている製品には☆印を付ける。
- 冷凍食品（一部抜粋）
  - 照り焼きソースの鶏マヨ!（AQ）
  - Ocean Blueシリーズ - 魚系の弁当おかず類をシリーズ化したブランド。
    - 白身&タルタルソース（AK）

  - コーンたっぷりクリーミーコロッケ - 2024年3月に「つぶつぶコーンコロッケ（AQ）」をリニューアルしたもの。
  - 新中華街シリーズ（AK）
    - あおり炒めの焼豚炒飯
    - 炒飯の極み[えび五目XO醤]
    - 横浜あんかけラーメン
    - 五目あんかけ焼そば
    - あらびき肉しゅうまい - 本品は前述した広島工場の火災の影響で2022年秋から休売となっていたが、2023年7月に工場の変更と製品の改良を行ったうえで復活発売された。

  - 神戸名物そばめし（AK）
  - よこすか海軍ドライカレー（AK）
  - 鶏ごぼうごはん（AQ）
  - 高菜ピラフ（AQ）
  - WILDishシリーズ - 2019年8月発売
  - ミックスピザ（AQ）
  - こんがりと焼いたシリーズ（AQ） - グラタン・ドリアのシリーズ
- 缶詰
  - いわし蒲焼（MH）・さんま蒲焼（MH）
  - 月花シリーズ（MH）
    - いわし水煮
    - いわし煮付
    - さば水煮

  - さば水煮・さばみそ煮・さば味付（MH）
  - あけぼの さけ（AK） - 90年以上の歴史があるロングセラー缶詰。
  - 金線たらばがに（AK）・金線べにずわいがに（AK）
- びん詰
  - さけフレーク（AK）
  - さばそぼろ
  - とりそぼろ（AK）
- トレー・パウチ
  - ツナ マヨネーズ風味（AK）
  - 鮭フレーク（AK）
  - ピリッ辛鮭フレーク（AK）
- ちくわ・練り製品
  - うちのちくわ（MH）
- フィッシュソーセージ
  - DHA入りリサーラ（MH） - 1本あたりDHA850 mgを含み、業界初となる特定保健用食品のソーセージ。
  - フィッシュウィンナー（MH）
  - 1秒OPEN おさかなのソーセージ（MH）
  - ベビーハム（MH）
  - Newライトバーガー（MH）
- レトルト
  - 金のどんぶりシリーズ - 本品は従前から「マルハニチロ」ブランドで発売されており、2019年より新社名ロゴに変更されている。
- カップゼリー - カップゼリーは「金のどんぶり」同様に社名変更時に「マルハニチロ」へブランド移行されており、2019年より一部製品は新社名ロゴへ切り替えている。
  - フルティシエ
  - くだものたのしい
  - コーヒーゼリー
  - たべても0kcal
- デザートの素
  - 牛乳でつくる ぷるるんデザート（AK）
  - ゼライス（MH）
  - かんてん（MH）
  - ゼラチンリーフ（MH）
- 健康食品・サプリメント
- 介護食品（メディケア食品）
- ギフト商品
- 生鮮食品
  - よかとと - マルハニチロが手がける養殖魚ブランド名。マグロ・カンパチ・ブリを生産している。
    - カンパチ - 2018年に加工用の冷凍カンパチ「よかとと薩摩カンパチどん」ブランドで、生鮮食品区分の水産品として日本初の「機能性食品表示」許可を取得。パッケージには「本品には DHA・EPAが含まれます。DHA・EPAには中性脂肪を低下させる機能があることが報告されています。」と表示される[27]。2021年からは関東を中心として展開するスーパーマーケット・ベイシアと共同開発した刺身「生鮮プレミアム活〆かんぱち」も「機能性食品表示」許可を取得している[28]。

## 主な関連企業
マルハニチロでは、事業部門に『ユニット』の呼称を用いており、ユニット単位で記す。日本国内は全て株式会社である。

### 漁業・養殖ユニット
- 大洋エーアンドエフ（東京都中央区）
- 下関漁業（山口県下関市）
- 石巻漁業（宮城県石巻市）
- マルハニチロAQUA（鹿児島県鹿児島市）
- マルハニチロMarine（和歌山県東牟婁郡串本町）

### 水産商事ユニット
- マルハニチロシーフーズ（茨城県ひたちなか市）
- 大都魚類（東京都江東区）
- 丸都冷蔵（青森県八戸市）
- 築地フレッシュ丸都（東京都中央区）
- 船橋魚市（千葉県船橋市）
- 大東魚類（愛知県名古屋市熱田区）
- 名北魚市場（愛知県西春日井郡豊山町）
- ダイトウフーズ（愛知県名古屋市熱田区）
- 大京魚類（京都市下京区）
- 神港魚類（兵庫県神戸市兵庫区）
- 観音寺海産（香川県観音寺市）
- 境港魚市場（鳥取県境港市）
- マルハ九州魚市ホールディングス（福岡県北九州市小倉南区）
- 九州魚市（福岡県北九州市小倉南区）
- 九州中央魚市（熊本県熊本市西区）
- 琉球大洋（沖縄県那覇市）

### 北米ユニット
- 大洋食品（長崎県長崎市）
- 林田食品産業（佐賀県嬉野市）
- 中央すりみ研究所（東京都中央区）
- 広洋水産（北海道白糠郡）

### 加工食品ユニット
- マルハニチロ九州（熊本県菊池郡菊陽町） - 2010年10月にマルハニチロ食品が林兼産業株式会社から子会社の株式会社林兼デリカの全株式を取得し、同年12月に商号変更。
- マルハニチロ北日本（北海道釧路市） - 2010年4月にデイジー食品工業株式会社、株式会社オホーツクニチロ、青森罐詰株式会社、株式会社ニチロ十勝食品の4社が合併。合わせて、マルハニチロ食品から釧路工場・森工場を継承して発足。2018年本社を帯広市から釧路市に移転した。
- マルハニチロ山形（山形県村山市）
- アイシア（東京都港区）

### 食材流通ユニット
- マルハニチロオーシャン（東京都中央区）
- ヤヨイサンフーズ（東京都港区） - 2014年4月、ニチロサンフーズ（新潟県長岡市）がヤヨイ食品（東京都港区）を吸収合併し、商号変更。
- デリカウェーブ（神奈川県横須賀市）
- サングルメ（鳥取県鳥取市）

### 農畜産ユニット
- マルハニチロ畜産（札幌市西区） - マルハニチロ畜産株式会社が正式社名だが、株式会社マルハニチロホールディングス傘下だった株式会社マルハニチロ畜産を含めると2代目。
- アークランドマルハミート（東京都千代田区）

### 国内その他
- マルハニチロ物流（東京都中央区） - 物流部門の完全子会社
- 新長門運送（福岡市東区）
- 日本サイロ（千葉市美浜区）
- マルハニチロ養殖技術開発センター（鹿児島県南さつま市）
- マルハニチロソリューションズ（東京都中央区）
- アトランド（富山県下新川郡入善町）

### 海外
アメリカ合衆国
- Trans Ocean Products Inc.（トランスオーシャンプロダクツ）
- Maruha Capital Investment, Inc.（マルハ キャピタル インベストメント）
- Westward Seafoods Inc.（ウエストワード シーフーズ）
- Alyeska Seafoods Inc.（アリエスカ シーフーズ）
- Premier Pacific Seafoods（プレミアパシフィック シーフーズ）
- Maruha Nichiro Meat and Products USA, Inc.（マルハニチロ ミートアンドプロダクツUSA）

 ペルー
- Sakana del Peru S.A.（サカナ・デル・ペルー）

 中国
- マルハ（上海）貿易有限公司
- 浙江興業集団有限公司
- 煙台日魯大食品有限公司
- 青島多福康食品有限公司
- 寧波市吉進興業国際貿易有限公司
- 永進冷凍食品
- 慈渓永興食品有限公司

 タイ
- Maruha Holdings (Thailand) Co., Ltd.（マルハホールディングス(タイランド)）
- Maruha Nichiro (Thailand) Co., Ltd.（マルハニチロ(タイランド)）
- Kingfisher Holdings Ltd.（キングフィッシャーホールディングス）
- Southeast Asian Packaging ＆ Canning Ltd.（シーパック）
- N&N Foods Co., Ltd.（N&Nフーズ）
- KF Foods Ltd.（KFフーズ）

 ベトナム
- Sai Gon Food Joint Stock Company（サイゴンフード）

 オランダ
- Seafood Connection Holding B.V.（シーフード コネクション ホールディング）
- King Fish Selection B.V. and Horecagroothandel Asiatico B.V.（キングフィッシュ セレクション）

 イギリス
- ORAFCO Ltd.（オラフコ）
- Northcoast Seafoods Ltd.（ノースコースト シーフーズ）

 スペイン
- Inlet Seafish S.L.（インレット シーフィッシュ）

 ナミビア
- Taiyo Namibia (Pty) Ltd.（大洋ナミビア）

 南アフリカ共和国
- Tafisa (Pty) Ltd.（タフィサ）

 ミクロネシア連邦
- Taiyo Micronesia Corporation（大洋ミクロネシア）

 オーストラリア
- Austral Fisheries Pty Ltd.（オーストラル・フィッシャリーズ）

 ニュージーランド
- Maruha (N.Z.) Corporation Ltd.（マルハ(N.Z.)コーポレーション）

### 売却・解散した会社（日本国内のみ）
マルハとニチロの経営統合前の売却・解散案件も含む。
- パールエース - 2005年3月に塩水港精糖株を保有するパールエースを三菱商事、塩水港精糖に売却。
- 泰東製綱 - 2005年3月に日東製網に売却。
- 大洋クラブ - 2005年4月にジェージー久慈（リゾートソリューション系列）に営業譲渡。
- 大洋飼料 - 2007年3月期に解散。
- マルハレストランシステムズ - 2006年9月に大東通商に売却。現在はM・R・Sとなっている。
- 日新タンカー - 2006年9月に大東通商に売却。
- ニチロ工業 - 2010年10月にストラパックに売却。
- 横浜ベイスターズ - プロ野球球団・横浜ベイスターズ（旧・大洋ホエールズ→大洋松竹ロビンス→大洋ホエールズ→横浜大洋ホエールズ）を運営。2002年、TBS[注 1]に売却。後にディー・エヌ・エー傘下となり、現在は横浜DeNAベイスターズとなっている。2019年にはマルハニチロが球団創立70周年記念プロジェクトのオフィシャルスポンサーに就き、2020年から球団のオフィシャルスポンサーを、2022年からはBリーグクラブ・川崎ブレイブサンダース及びJリーグクラブ・SC相模原も含めた「DeNAスポーツオフィシャルパートナー」を務めている。
- 函館国際ホテル（北海道函館市） - 函館国際ホテルは、旧・ニチロ本社跡地に建設したシティホテル。2012年8月1日に所有する全株81万2500株を恵庭開発へ譲渡。
- ニチロサンパック - 2013年6月1日にエア・ウォーターに売却。
- アクリフーズ（東京都江東区、登記上の本店は群馬県所在） - 2014年4月、マルハニチロと統合、解散。

## テレビ番組
- 日経スペシャル ガイアの夜明け マグロ最後の闘い（2009年12月15日、テレビ東京）[29] - クロマグロ養殖の最新技術を取材。

## 提供番組
- 現在の提供番組
  - ザ!鉄腕!DASH!!（日本テレビ系列） - 「スッキリ」から移動。
  - THE TIME,（TBS系列）
  - JUNK（TBSラジオ）
- 過去の提供番組
  - 炎の体育会TV（TBS系列）
  - ZIP!（日本テレビ系列）
  - スッキリ（日本テレビ系列）